# Plagiostachys lasiophylla
Plagiostachys lasiophylla är en enhjärtbladig växtart som beskrevs av Gobilik och Anthony L. Lamb. Plagiostachys lasiophylla ingår i släktet Plagiostachys och familjen Zingiberaceae. Inga underarter finns listade i Catalogue of Life.